# Jerzy Wandzioch
Jerzy Wandzioch (ur. 25 marca 1936 w Katowicach, zm. 28 grudnia 2009) – polski szablista, drużynowy mistrz świata (1961), następnie trener.

## Życiorys
Był zawodnikiem Baildonu Katowice. Jego największym sukcesem w karierze było drużynowe mistrzostwo świata w 1961. W 1966 został indywidualnym wicemistrzem Polski. Był także drużynowym wicemistrzem Polski (1960) i czterokrotnym brązowym medalistą mistrzostw Polski w turnieju drużynowym (1963, 1964, 1967, 1972).
Po zakończeniu kariery zawodniczej pracował jako trener w GKS Katowice (1973-1974), Zagłębiu Sosnowiec i Starcie Bytom oraz jako trener kadry narodowej juniorów (z Krzysztofem Grzegorkiem). Prowadził grupy młodzieżowe, a wśród jego zawodników byli na początku swoich karier m.in. Jarosław Koniusz, Krzysztof Koniusz i Rafał Sznajder.